# Manuel Sancho Climent
Manuel Sancho Climent (València, c.1852 - ?) fou un empresari i polític valencià, diputat a les Corts Espanyoles durant la restauració borbònica.
Era un gran propietari de tarongers d'Onda i Borriana que es dedicava a l'exportació. Fou president honorari del Centre Obrer de Borriana i alcalde d'Onda pel Partit Liberal, amb el qual fou elegit diputat pel districte de Nules (província de Castelló) a les eleccions generals espanyoles de 1910.